# أنتوني توماس
أنتوني توماس (بالإنجليزية: Antony Thomas) (26 يوليو 1940) مخرج ومنتج ومؤلف أفلام وثائقي إنجليزي يعمل مع قناة فور والبي بي سي وإتش بي أو .

## من أعماله
- فيلم موت أميرة (1980)

## روابط خارجية
- أنتوني توماس على موقع IMDb (الإنجليزية)
- أنتوني توماس على موقع أول موفي (الإنجليزية)
- أنتوني توماس على موقع كينوبويسك (الروسية)
- Anthony Thomas' Productions Official website